# Manalur
Manalur  es una ciudad censal situada en el distrito de Thrissur en el estado de Kerala (India). Su población es de 17757 habitantes (2011).

## Demografía
Según el censo de 2011 la población de Manalur era de 17757 habitantes, de los cuales 8442 eran hombres y 9315 eran mujeres. Manalur tiene una tasa media de alfabetización del 96,68%, superior a la media estatal del 94%: la alfabetización masculina es del 97,77%, y la alfabetización femenina del 95,52%.